# Zhou Jiping
Zhou Jiping (周吉平) (né en 1952) est un homme d'affaires chinois et le PDG de China National Petroleum Corporation.

## Biographie
Zhou Jiping  est né en 1952. Il est diplômé de la China University of Petroleum (en). M. Zhou est titulaire d'une maîtrise en géologie marine.

## Carrière
En novembre 1996, Zhou Jiping est nommé vice-président de la China National Oil & Gas Exploration and Development Corporation （CNODC） et président de la Greater Nile Petroleum Operating Company (Sudan). En 2001, il devient président adjoint de la CNPC. En décembre 2003, il est nommé vice-président de la CNPC puis en 2008, tout en conservant son poste à la CNPC, il devient président de PetroChina,. Zhou Jiping est nommé président de la CNPC et PetroChina en avril 2013.